# Das Lämmchen und Fischchen
Das Lämmchen und Fischchen ist ein Märchen (ATU 450). Es steht in den Kinder- und Hausmärchen der Brüder Grimm an Stelle 141 (KHM 141).

## Inhalt
Brüderchen und Schwesterchen lieben sich, aber ihre Stiefmutter ist böse. Als sie mit anderen Kindern Fangen spielen, verwandelt sie sie in ein Lämmchen und ein Fischchen. Als nach langer Zeit Gäste aufs Schloss kommen, lässt sie den Koch das Lämmchen schlachten. Doch das Fischchen schwimmt mit vor die Küche und hält mit dem Lämmchen traurig Zwiegespräch. Der Koch erschrickt, schlachtet ein anderes Tier und bringt das Lämmchen zu einer guten Bäuerin. Die war die Amme der Kinder. Sie führt sie zu einer weisen Frau, die sie segnet, dass sie wieder Menschen werden, und in ein einsames Waldhäuschen führt. Da sind sie einsam, aber glücklich.

## Sprache

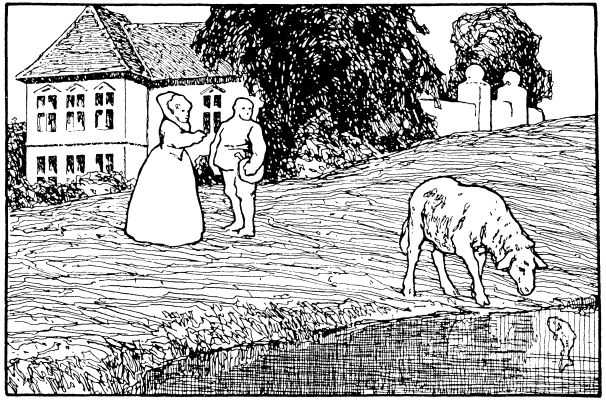
Illustration von Otto Ubbelohde, 1909

Der Abzählvers der Kinder ist im Dialekt abgedruckt:
Eneke, Beneke, lat mi liewen, (Ene, mene, lass mich leben,)
will di ock min Vügelken giewen. (will dir auch mein Vögelchen geben.)
Vügelken sall mi Strau söken, (Vögelchen soll mir Stroh suchen,)
Strau will ick den Köseken giewen, (Stroh will ich den Kühchen geben,)
Köseken sall mie Melk giewen, (Kühchen soll mir Milch geben,)
Melk will ich den Bäcker giewen, (Milch will ich dem Bäcker geben,)
Bäcker sall mie 'n Kocken backen, (Bäcker soll mir 'n Kuchen backen,)
Kocken will ick den Kätken giewen, (Kuchen will ich den Kätzchen geben,)
Kätken sall mie Müse fangen, (Kätzchen soll mir Mäuse fangen,)
Müse will ick in 'n Rauck hangen (Mäuse will ich in 'n Rauch hängen)
un will se anschnien. (und will sie anschneiden.)
Das Gespräch zwischen Lämmchen und Fischchen lautet (wie der Rest des Textes auf Hochdeutsch):
ach Brüderchen im tiefen See,
wie tut mir doch mein Herz so weh!
der Koch, der wetzt das Messer,
will mir mein Herz durchstechen.
ach Schwesterchen in der Höh,
wie tut mir doch mein Herz so weh
in dieser tiefen See!

## Herkunft
Das Märchen steht in den Kinder- und Hausmärchen ab dem zweiten Teil der 1. Auflage von 1815 (da Nr. 55) an Stelle 141. Die Anmerkung notiert „Aus dem Fürstenthum Lippe“ (Marianne von Haxthausen) und berichtet das nur unscharf erinnerte Ende: Die Stiefmutter lässt den Koch auch das Fischchen töten, der sie aber wieder täuscht. Der Vater bestraft sie. Sie vergleichen KHM 135 Die weiße und die schwarze Braut mit Anmerkung und bzgl. des Abzählverses das Lied der Gräfin von Orlamünde in Des Knaben Wunderhorn (Bd. 2, Nr. 232). 
Sehr ähnlich ist KHM 11 Brüderchen und Schwesterchen. Zum Fenster, durch das die Stiefmutter neidisch die Kinder verfolgt bzw. zum vorgetäuschten Auftragsmord vgl. z. B. KHM 53 Schneewittchen und KHM 191 Das Meerhäschen, zu den ersten beiden Zeilen des Abzählverses KHM 60 Die zwei Brüder, Grimms Anmerkung zu KHM 108 Hans mein Igel sowie aus Grimms Deutsche Sagen Nr. 445 Der Hirsch zu Magdeburg und Nr. 585 Die Gräfin von Orlamünde. Die so lautende Bitte eines Mädchens an ihren Mörder kommt in vielen protestantischen Predigtexempeln vor. In Giambattista Basiles Pentameron vgl. V,8 Ninnillo und Nennella.